# Campeonato Alagoano de Futebol de 2021
O Campeonato Alagoano de Futebol de 2021 foi a 91° edição do campeonato profissional de clubes de futebol do estado de Alagoas. Disputado por 9 clubes, foi iniciado em 20 de fevereiro e está previsto para terminar em 22 de maio. A competição premiará os clubes com duas vagas para a Copa do Brasil de 2022, uma para a Copa do Nordeste de 2022 e uma para a Série D de 2022. O terceiro colocado irá disputar a terceira vaga para a Copa do Brasil contra o ASA, campeão da Copa Alagoas de Futebol de 2021. Por conta da edição 2020 não ter havido rebaixamento, os dois piores colocados serão rebaixados para a Segunda Divisão de 2022.

## Regulamento
O Campeonato será disputado em três fases: Primeira Fase, Semifinal e Final, além da disputa pelo Terceiro Lugar.
Na Primeira Fase, com todos os clubes participando, jogarão entre si em partidas de ida, totalizando oito jogos para cada clube. Ao final, os quatro primeiros estarão classificados para a Semifinal, enquanto os clubes colocados em 8º e 9º lugares descenderão para a Segunda Divisão de 2022. Em caso de empate em pontos ganhos entre dois ou mais clubes ao final da Primeira Fase, o desempate, para efeito de classificação, será efetuado observando-se os critérios abaixo:
1. Maior número de vitórias;
2. Melhor saldo de gols;
3. Maior número de gols marcados;
4. Confronto direto, somente na hipótese de ocorrer entre dois Clubes, sem levar em consideração o gol qualificado fora de casa;
5. Menor número de cartões vermelhos recebidos;
6. Menor número de cartões amarelos recebidos;
7. Sorteio.

Na Fase Semifinal, os clubes se enfrentam, em jogos de ida e volta, com mando de campo da segunda partida do clube com melhor campanha na Primeira Fase, nos seguintes confrontos:
- Semi 1: 1° Colocado da Segunda Fase x 4° Colocado da Segunda Fase
- Semi 2: 2° Colocado da Segunda Fase x 3° Colocado da Segunda Fase

Em caso de empate em pontos ganhos entre os dois clubes na Fase Semifinal, o desempate para efeito de classificação será efetuado observando o melhor saldo de gols nas duas partidas da Fase Semifinal e a aelhor campanha na Primeira Fase.
Na Fase Final, os clubes vencedores dos confrontos das Semifinais se enfrentarão em jogos de ida e volta, com mando de campo da segunda partida do clube com melhor campanha somadas todas as fases anteriores. Em caso de empate em pontos ganhos entre os dois clubes na Fase Final, o desempate para efeito de definir o Campeão será efetuado observando os seguintes critérios abaixo:
1. Melhor saldo de gols nas duas partidas da Fase Final;
2. Cobrança de pênaltis de acordo com os critérios adotados pela International Board.

Ao clube vencedor da Fase Final será atribuído o título de Campeão Alagoano 2021, garantindo uma vaga na Copa do Brasil de 2022, junto com a equipe perdedora na Fase Final, além de também garantir uma vaga na Copa do Nordeste de 2022. A equipe melhor classificada, com exceção de CSA e CRB e do Campeão da Copa Alagoas 2021, receberá uma vaga na Série D de 2022.

## Equipes participantes

### Promovidos e rebaixados
| Pos. | Rebaixados da Primeira Divisão de 2020 |
| ---- | -------------------------------------- |
| -º   | Não houve                              |

| Pos. | Promovido da Segunda Divisão de 2020 |
| ---- | ------------------------------------ |
| 1º   | Desportiva Aliança                   |

## Primeira Fase
|  |                                         |
|  | Classificados para a Fase Final         |
|  | Rebaixados para Segunda Divisão de 2022 |

### Confrontos
|  |                     |  |        |  |                      |
|  | Vitória do Mandante |  | Empate |  | Vitória do Visitante |

Fonte: Federação Alagoana de Futebol.
- W.O. ^  A equipe do Coruripe não compareceu ao local da partida, assim o CRB foi declarado vencedor pelo placar de 3–0.[3]

#### Rodadas na liderança e Lanterna
Em negrito, os clubes que mais permaneceram na liderança.
| Liderança | Liderança | Liderança | Liderança | Liderança | Liderança | Liderança | Liderança | Liderança |
| --------- | --------- | --------- | --------- | --------- | --------- | --------- | --------- | --------- |
| 1         | 2         | 3         | 4         | 5         | 6         | 7         | 8         | 9         |
| CRB       | CRB       | CRB       | CRB       | CRB       | CRB       | CRB       | CSA       | CRB       |
| Lanterna  |           |           |           |           |           |           |           |           |
| 1         | 2         | 3         | 4         | 5         | 6         | 7         | 8         | 9         |
| CORURIPE  | CORURIPE  | CORURIPE  | CEO       | CEO       | CEO       | CEO       | CEO       | CEO       |

### Tabela de jogos
| Sábado, 20 de fevereiro | CSA | 0 – 0 | Murici | Maceió            |  |
| 17:00                   |     |       |        | Estádio: Rei Pelé |  |

| Domingo, 21 de fevereiro | ASA | 0 – 0 | Jacyobá | Arapiraca                |  |
| 16:00                    |     |       |         | Estádio: Coaracy Fonseca |  |

| Domingo, 21 de fevereiro | CEO | 0 – 2 | Desportivo Aliança    | Arapiraca                |  |
| 20:00                    |     |       | Filipe André 63', 66' | Estádio: Coaracy Fonseca |  |

| Domingo, 21 de fevereiro | Coruripe | 0 – 3 [wo] | CRB | Coruripe               |
|                          |          |            |     | Estádio: Gerson Amaral |

| Quinta-feira, 25 de fevereiro | Jacyobá       | 1 – 4 | CSA                                                                            | Arapiraca                |  |
| 20:00                         | Igor Ruan 32' |       | Guilherme Augusto 10' · Silas 12' · Gabriel Santana 37' · Lucas Cavalcante 43' | Estádio: Coaracy Fonseca |  |

| Sábado, 27 de fevereiro | Murici | 0 – 0 | CEO | Murici                       |  |
| 16:00                   |        |       |     | Estádio: José Gomes da Costa |  |

| Sábado, 27 de fevereiro | CRB                       | 2 – 1 | ASA         | Maceió            |  |
| 17:00                   | Reginaldo 46' · Hyuri 77' |       | Martony 59' | Estádio: Rei Pelé |  |

| Domingo, 28 de fevereiro | Desportivo Aliança | 1 – 0 | CSE | Maceió        |  |
| 16:00                    | André 61'          |       |     | Estádio: UFAL |  |

| Quarta-feira, 3 de março | CSA                                                               | 5 – 0 | CEO | Maceió            |  |
| 20:00                    | Guilherme Augusto 51', 78' · Fabrício 55' · Bruno 82' · Silas 84' |       |     | Estádio: Rei Pelé |  |

| Sábado, 6 de março | CSE                                                          | 4 – 3 | Coruripe                                          | Palmeira dos Índios   |  |
| 17:00              | Cristiano 32' · Alan James 41' · João Vitor 52' · Jadson 53' |       | Everson 03' · Leandro 10' · Gustavo Wanderley 61' | Estádio: Juca Sampaio |  |

| Domingo, 7 de março | Jacyobá | 0 – 2 | Murici                        | Arapiraca                |  |
| 16:00               |         |       | Rodrigo 10' · José Carlos 40' | Estádio: Coaracy Fonseca |  |

| Quarta-feira, 10 de março | CRB                                | 2 – 0 | Desportivo Aliança | Maceió            |  |
| 20:00                     | Lucas Vinicius 03' · Darlisson 17' |       |                    | Estádio: Rei Pelé |  |

| Sábado, 13 de março | CEO         | 1 – 2 | Coruripe                                 | Olho d'Água das Flores |  |
| 16:00               | Weslley 38' |       | Jordan 11' · Gustavo Wanderley 36' (pen) | Estádio: Édson Matias  |  |

| Sábado, 13 de março | ASA | 0 – 0 | CSE | Arapiraca                |  |
| 17:00               |     |       |     | Estádio: Coaracy Fonseca |  |

| Domingo, 14 de março | Desportivo Aliança | 0 – 1 | Jacyobá     | Maceió        |  |
| 16:00                |                    |       | Emerson 64' | Estádio: UFAL |  |

| Domingo, 25 de abril | Murici              | 1 – 0 | CRB | Murici                       |  |
| 16:00                | Danilo Oliveira 03' |       |     | Estádio: José Gomes da Costa |  |

| Sábado, 20 de março | Coruripe   | 1 – 1 | Jacyobá          | Coruripe               |  |
| 17:00               | Maycon 62' |       | Luiz Cláudio 36' | Estádio: Gerson Amaral |  |

| Domingo, 21 de março | Murici | 0 – 1 | Desportivo Aliança | Murici                       |  |
| 16:00                |        |       | Filipe André 68'   | Estádio: José Gomes da Costa |  |

| Sábado, 27 de março | ASA                                 | 2 – 2 | CSA                              | Arapiraca                |  |
| 17:00               | Johnnattan 09' · Daivison 79' (pen) |       | Bruno 41' · Lucas Cavalcante 76' | Estádio: Coaracy Fonseca |  |

| Domingo, 28 de março | CSE                          | 2 – 0 | CEO | Palmeira dos Índios   |  |
| 16:00                | Alan James 19' · Jackson 76' |       |     | Estádio: Juca Sampaio |  |

| Terça-feira, 6 de abril | CSA                                                     | 5 – 0 | Coruripe | Maceió            |  |
| 20:00                   | Bruno 48', 61', 74' · Norberto 71' · Rodrigo Pimpão 79' |       |          | Estádio: Rei Pelé |  |

| Quarta-feira, 7 de abril | CEO                     | 1 – 2 | CRB                                  | Murici                       |  |
| 20:00                    | Roger Gustavo 73' (pen) |       | Hyuri 12' · Lucas Vinicius 81' (pen) | Estádio: José Gomes da Costa |  |

| Sábado, 10 de abril | Desportivo Aliança | 0 – 1 | ASA                 | Maceió        |  |
| 17:00               |                    |       | Vinicius Barros 29' | Estádio: UFAL |  |

| Domingo, 11 de abril | Jacyobá                           | 2 – 2 | CSE                                    | Olho d'Água das Flores |  |
| 16:00                | Josenilton 55' (pen) · Samuel 87' |       | Alan James 47' (pen) · Luiz Cleber 83' | Estádio: Édson Matias  |  |

| Sábado, 17 de abril | Coruripe | 0 – 1 | Murici              | Coruripe               |  |
| 17:00               |          |       | Danilo Oliveira 83' | Estádio: Gerson Amaral |  |

| Domingo, 18 de abril | CEO | 0 – 0 | ASA | Olho d'Água das Flores |  |
| 16:00                |     |       |     | Estádio: Édson Matias  |  |

| Terça-feira, 20 de abril | Desportivo Aliança | 0 – 0 | CSA | Maceió        |  |
| 20:00                    |                    |       |     | Estádio: UFAL |  |

| Quarta-feira, 21 de abril | CRB         | 1 – 1 | CSE                  | Maceió            |  |
| 20:00                     | Ewandro 46' |       | Alan James 60' (pen) | Estádio: Rei Pelé |  |

| Sábado, 24 de abril | ASA                                                                             | 5 – 1 | Coruripe      | Arapiraca                |  |
| 17:00               | Daivison 13' · Lázaro 62' · Edson Kapa 79' · Thiago Potiguar 90' · Adaílson 91' |       | Zé Arthur 48' | Estádio: Coaracy Fonseca |  |

| Domingo, 25 de abril | Jacyobá                      | 2 – 0 | CEO | Arapiraca                |  |
| 16:00                | Igor 18' (pen) · Geovany 73' |       |     | Estádio: Coaracy Fonseca |  |

| Quinta-feira, 29 de abril | CSE                                | 2 – 0 | Murici | Palmeira dos Índios   |  |
| 16:00                     | Alan James 02' · Luiz Humberto 66' |       |        | Estádio: Juca Sampaio |  |

| Sábado, 1 de maio | CSA            | 1 – 0 | CRB | Maceió            |  |
| 17:00             | Bruno Mota 53' |       |     | Estádio: Rei Pelé |  |

| Quarta-feira, 5 de maio | CRB                                             | 4 – 2 | Jacyobá               | Maceió            |  |
| 20:00                   | Lucão 06' · Guilherme Romão 20', 92' · Dudu 28' |       | Igor 09' · Michel 87' | Estádio: Rei Pelé |  |

| Quarta-feira, 5 de maio | CSE                       | 2 – 0 | CSA | Palmeira dos Índios   |  |
| 20:00                   | Luizinho 33' · Stuart 54' |       |     | Estádio: Juca Sampaio |  |

| Quarta-feira, 5 de maio | Murici | 0 – 2 | ASA                         | Murici                       |  |
| 20:00                   |        |       | Daivison 36' · Adaílton 93' | Estádio: José Gomes da Costa |  |

| Quarta-feira, 5 de maio | Coruripe      | 1 – 3 | Desportivo Aliança                  | Coruripe               |  |
| 20:00                   | Zé Arthur 50' |       | Luciano 17', 34' · Felipe André 51' | Estádio: Gerson Amaral |  |

## Fase final
Em itálico, os times que possuem o mando de campo no primeiro jogo do confronto e em negrito os times classificados.
|  | Semifinais         | Semifinais | Semifinais | Semifinais |       |     | Final | Final | Final | Final |
|  |                    |            |            |            |       |     |       |       |       |       |
|  | CRB                | 1          | 2          | 3          |       |     |       |       |       |       |
|  | Desportivo Aliança | 0          | 1          | 1          |       |     |       |       |       |       |
|  | Desportivo Aliança | 0          | 1          | 1          |       | CRB | 0     | 1     | 1 (3) |       |
|  |                    |            |            |            |       | CRB | 0     | 1     | 1 (3) |       |
|  |                    | CSA        | 0          | 1          | 1 (4) |     |       |       |       |       |
|  | CSA                | CSA        | 0          | 1          | 1 (4) | 1   | 3     | 4     |       |       |
|  | CSA                |            |            |            |       | 1   | 3     | 4     |       |       |
|  | CSE                | 1          | 0          | 1          |       |     |       |       |       |       |

|  | Disputa do 3° lugar |   |   |   |
|  |                     |   |   |   |
|  | Desportivo Aliança  | 1 | 1 | 2 |
|  | CSE                 | 1 | 2 | 3 |

### Jogos das Semifinais
| Sábado, 8 de maio | CSE            | 1 – 1 | CSA      | Palmeira dos Índios   |  |
| 17:00             | Jan Pieter 47' |       | Iury 90' | Estádio: Juca Sampaio |  |

| Terça-feira, 11 de maio | CSA                                  | 3 – 0 | CSE | Maceió            |  |
| 20:00                   | Bruno Mota 12', 54' · Dellatorre 62' |       |     | Estádio: Rei Pelé |  |

| Domingo, 9 de maio | Desportivo Aliança | 0 – 1 | CRB        | Maceió        |  |
| 16:00              |                    |       | Frazan 46' | Estádio: UFAL |  |

| Quarta-feira, 12 de maio | CRB                   | 2 – 1 | Desportivo Aliança | Maceió            |  |
| 20:00                    | Lucão 48' · Hyuri 83' |       | Jonathan 07'       | Estádio: Rei Pelé |  |

## Disputa pela vaga daCopa do Brasil de 2022
Jogo de Ida
| Domingo, 23 de maio | CSE                        | 2 – 1 | ASA           | Juca Sampaio, Palmeira dos Índios |
| 16:00               | Renato 44' · Cristiano 59' |       | Johnattan 09' |                                   |

Jogo de Volta
| Quarta-feira, 26 de maio | ASA                      | 2 – 1 | CSE        | Coaracy da Mata Fonseca, Arapiraca |
| 16:00                    | Daivison 27' · Jonas 83' |       | Dakson 55' |                                    |

|                                                                   |       | Penalidades                                              |  |
| Johnattan Dinda Marcelo Carlos Magno Caíque Baiano Fernando Jonas | 6 − 5 | Renato Jackson Everlan Cristiano Alan Jan Pieter Cleiton |  |

## Final
Jogo de Ida
| Sábado, 15 de maio | CSA | 0 – 0 | CRB | Estádio Rei Pelé, Maceió |
| 17:00              |     |       |     |                          |

Jogo de Volta
| Sábado, 22 de maio | CRB       | 1 – 1 | CSA            | Estádio Rei Pelé, Maceió |
| 16:45              | Hyuri 47' |       | Bruno Mota 26' |                          |

|                                                                  |       | Penalidades                                                   |  |
| Lucão do Break Jean Patrick Jiménez Guilherme Romão Diego Torres | 3 − 4 | Rodrigo Pimpão Matheus Felipe Gabriel Gabriel Tonini Silvinho |  |

## Disputa pelo terceiro lugar
Jogo de Ida
| Domingo, 16 de maio | Desportivo Aliança | 1 − 1 | CSE        | Estádio da UFAL, Maceió |
| 16:00               | Edmar 05'          |       | Dakson 10' |                         |

Jogo de Volta
| Quarta-feira, 19 de maio | CSE                         | 2 − 1 | Desportivo Aliança | Estádio Juca Sampaio, Palmeira dos Índios |
| 16:00                    | Alan James 02' · Renato 34' |       | Luciano 21'        |                                           |

## Premiação
| Campeonato Alagoano de 2021 |
| Alagoas                     |
| --------------------------- |
| CSA Campeão (40.º título)   |